# Ambattūr
Ambattūr (engelska: Ambattur) är en ort i Indien.   Den ligger i distriktet Thiruvallur och delstaten Tamil Nadu, i den södra delen av landet, 1 800 km söder om huvudstaden New Delhi. Ambattūr ligger 18 meter över havet och antalet invånare är 341 049.
Terrängen runt Ambattūr är mycket platt.  Närmaste större samhälle är Madras, 12,7 km öster om Ambattūr. Runt Ambattūr är det i huvudsak tätbebyggt.